# Victor Willis
Victor Willis, all'anagrafe Victor Edward Willis (Dallas, 1º luglio 1951), è un cantante, compositore e attore statunitense, generalmente conosciuto per essere stato il cantante e leader originale del gruppo musicale Village People.
Con la sua voce potente, Willis (R&B) viene definito il suono dei Village People, ed è una delle voci più riconoscibili dell'epoca della disco music.

## Biografia
Figlio di un predicatore battista, sviluppò la sua abilità nel canto nella chiesa di suo padre. Dopo aver frequentato scuole di recitazione e di danza, si recò a New York e si iscrisse alla prestigiosa Negro Ensemble Company. Apparve in molti musical e commedie, tra cui la produzione originale di Broadway The Wiz nel 1976 e, successivamente, la produzione australiana della stessa opera.
Scrisse e registrò diversi demo musicali a metà degli anni settanta e venne infine presentato al produttore francese di disco music Jacques Morali. Morali, che aveva definito Willis "il ragazzo con la grande voce", gli disse "Ho sognato che cantavi come voce principale nel mio album e che sarebbe andata molto, molto bene" .
Willis accettò di cantare e di fare da corista nei Village People, un inesistente concept group, con il quale vennero incise le hit San Francisco (You've Got Me) e In Hollywood (Everybody is a Star). L'album diventò un grande successo della disco music. Dopo una proposta fatta da Dick Clark affinché il gruppo si esibisse ad American Bandstand, a Morali e Willis venne chiesto di sviluppare un "vero" gruppo per esibirsi dal vivo. Lo fecero mettendo degli annunci sulle riviste di musica per cantanti "macho" che "potrebbero anche danzare" e che "devono avere un paio di baffi".
Presto Willis si ritrovò a scrivere una hit dopo l'altra, prodotte da e scritte in collaborazione con Morali. I Village People salirono subito in cima alle classifiche, con Willis al timone, realizzando numerosi singoli come Macho Man, YMCA, In the Navy e Go West.
Nel 1980 ha lasciato i Village People, ed è stato sostituito da Ray Simpson.
Nel 2024 ha annunciato l'intenzione di intraprendere azioni legali contro chi attribuisse alla succitata YMCA connotazioni gay.

## Vita privata
Willis è stato, con Glenn Hughes e Ray Simpson, uno dei pochi membri eterosessuali del gruppo. È stato sposato con l'attrice Phylicia Rashād dal 1978 al 1982. Il 17 novembre 2007 si è sposato per la seconda volta con Karen, un avvocato. Vivono a Newport nel Galles meridionale, città natale della moglie.